# NK Vis
NK Vis je hrvatski nogometni klub iz Visa.

## Povijest
Osnovan je 1935. godine. Predsjedavao je klubom S. Darlić. Prestao djelovati 1941. godine. 1999. je osnovan NK Vis kao sljednik NK Naprijeda, ali nije zaživio niti se uključio u službena natjecanja. 
Marinko Ivanišević-Mane i skupina zanesenjaka pokrenula je koncem 2006. godine rad kluba imenom NK Vis. Pokrenuli su školu nogometa za djecu i registrirali su NK Vis, vrativši višku nogometnu školu nakon 30 godina u život. Vodio ju je trener iz Nogometne akademije HNS-a Mili Butterer i klupski podmladak uključio se u službena natjecanja županijskih liga od 2007. godine. Obnovljeni klub treninge je održavao na igralištu ispred osnovne škole, a potom u gradskom Športskom rekreacijskom centru „Issa“. Klub od obnove rada imao je kategorije mlađi početnici, početnici, kadeti, seniori, veterani. Dio igrača iz tog vremena prešao je u druge klubove i nogometnu karijeru nastavili u Splitu, Zagrebu te i inozemstvu.
2009. godine otvoreno je novo travnato nogometno igralište dimenzija 60×40 metara u Samogoru na Visu. Otvoreno je zahvaljujući Gradu Visu, Splitsko-dalmatinskoj županiji i Ministarstvu mora. Novo igralište u Samogoru otvoreno je 2013. godine. To je veliko travnato nogometno igralište dimenzija 106×65 metara. Time klub može igrati domaće utakmice na svom terenu. Otvaranje novog igrališta dio je projekta "Viške akademije športa", ostvarenog u sklopu budućeg športsko-turističkog centra na području bivše vojarne Samogora.

Povodom Dana Grada Vis, na dan sv. Jurja, klub organizira tradicionalne Ulične utrke u gradu Visu za učenike osnovne škole iz Visa i Komiže te malonogometni dječji turnir Sv. Jurja Vis.